# HMAS Onslow
Pour les articles homonymes, voir Onslow.
Le HMAS Onslow (SS 60/SSG 60) est l'un des six sous-marins de la classe Oberon exploités par la Royal Australian Navy (RAN) . Le sous-marin a été nommé d'après la ville d' Onslow, en Australie-Occidentale, et de Sir Alexander Onslow (en), avec la devise et l'insigne de l'héritage familial d'Onslow. Commandé en 1963, Onslow a été établi à la fin de 1967 par Scotts Shipbuilding and Engineering Company en Écosse, lancé presque un an plus tard et mis en service dans le RAN à la fin de 1999.

## Historique
Bien que jamais impliqué dans une guerre, trois incidents majeurs se sont produits au cours de la carrière d’Onslow. Le premier a eu lieu en 1972, lorsqu'un marin mécontent qui a désobéi aux ordres a fait plonger le sous-marin à presque deux fois sa profondeur de fonctionnement sécuritaire. En conséquence, le RAN a changé le service sous-marin de pouvoir «conscrire» n'importe quel marin pour le service sous-marin pour que le service volontaire seulement.
Le second s'est produit en 1981, lorsque les vapeurs de monoxyde de carbone de l'un des générateurs diesel ont rempli le sous-marin, entraînant la mort d'un marin. Bien que des changements aient été apportés aux procédures d'exploitation des sous-marins, l'équipage n'a reçu aucun conseil psychologique et le rapport d'incident est resté classifié jusqu'en 2009. Le troisième était une cérémonie controversée de franchissement de ligne en 1995, qui a abouti à des restrictions lors des cérémonies similaires à bord des navires RAN. Au cours de sa carrière, Onslow est devenu le premier sous-marin à propulsion conventionnelle à être équipé de missiles anti-navires et a réussi dans les wargames, "coulant" une flottille de sept navires pendant l'exercice Kangaroo 3 en 1980 et le porte-avions nucléaire américain USS Carl Vinson durant l'exercice RIMPAC en 1998.
Contrairement aux autres sous-marins de sa classe, Onslow était équipé d'une trappe d'accès pour quatre plongeurs, permettant un déploiement et une récupération plus faciles des plongeurs des forces spéciales.

## Désarmement et préservation
Onslow a été mis hors service le 30 mars 1999. Pendant qu'il était en service, il a parcouru 358 068 milles marins (663 142 km). Le même jour, le bateau jumeau HMAS Otama a été réaffecté de façon permanente à la base sous-marine à HMAS Stirling en Australie-Occidentale, ouvrant la voie à la fermeture de la base navale HMAS Platypus (en).
Le sous-marin a été offert au Musée national de la marine de Sydney en avril 1999 . Le 3 mai 1999, le sous-marin a été remorqué de la base de Platypus au musée à Darling Harbour. Onslow a été amarré à côté du HMAS Vampire, un autre navire de guerre appartenant au musée et a été officiellement ouvert au public le 1er juin 1999. Onslow est le deuxième sous-marin de la RAN à être préservé comme navire musée ; le premier était le sous-marin HMAS Ovens, qui a été mis hors service à la fin de 1998 et installé au Western Australian Museum de Fremantle.
En novembre 2015, le sous-marin a été déplacé vers les pavillons des navires de guerre du Musée maritime national australien aux côtés du HMAS Vampire, du HMAS Advance et de la réplique du HMS Endeavour.

## Galerie

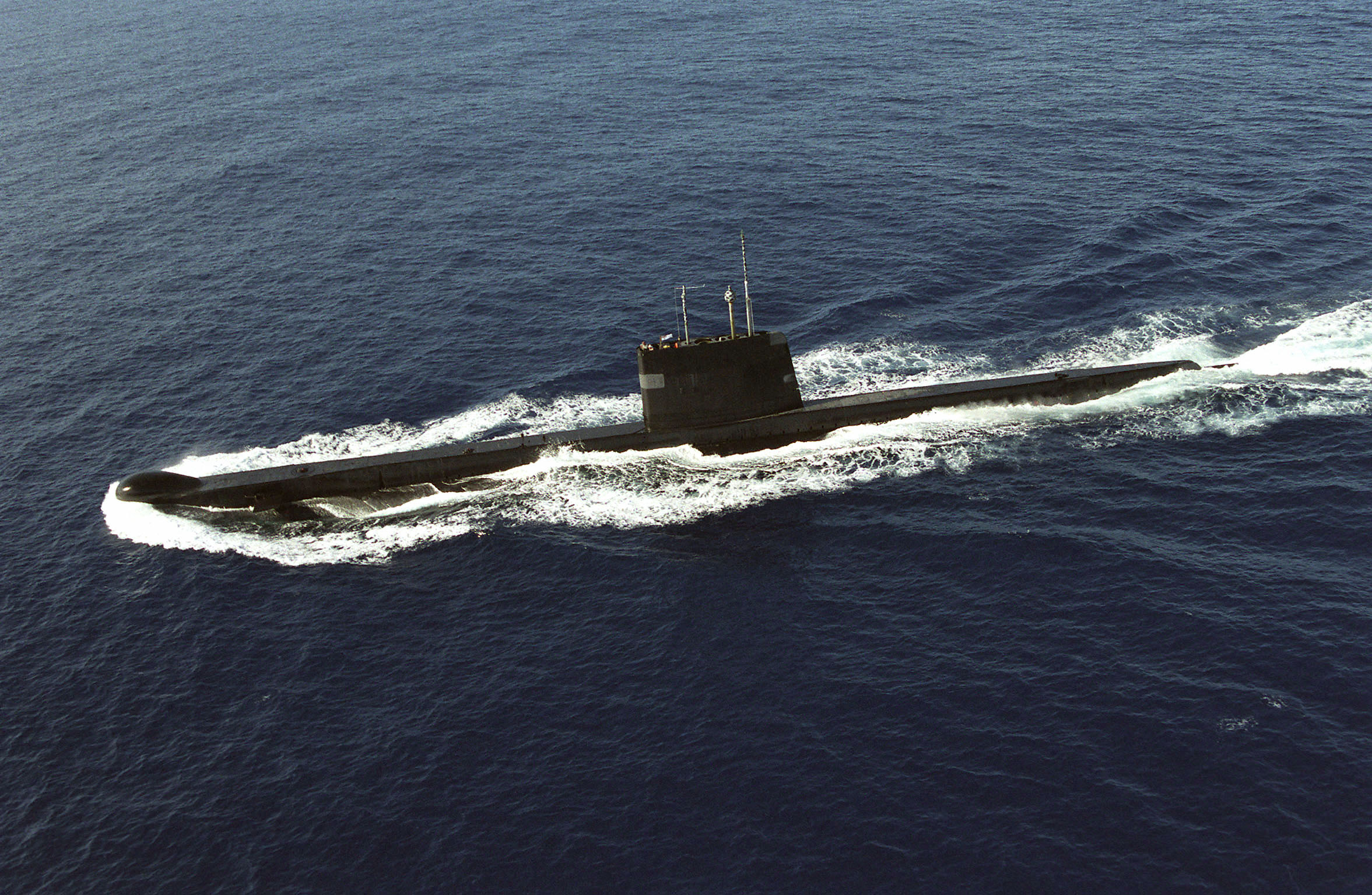
HMAS Onslow en 1998.
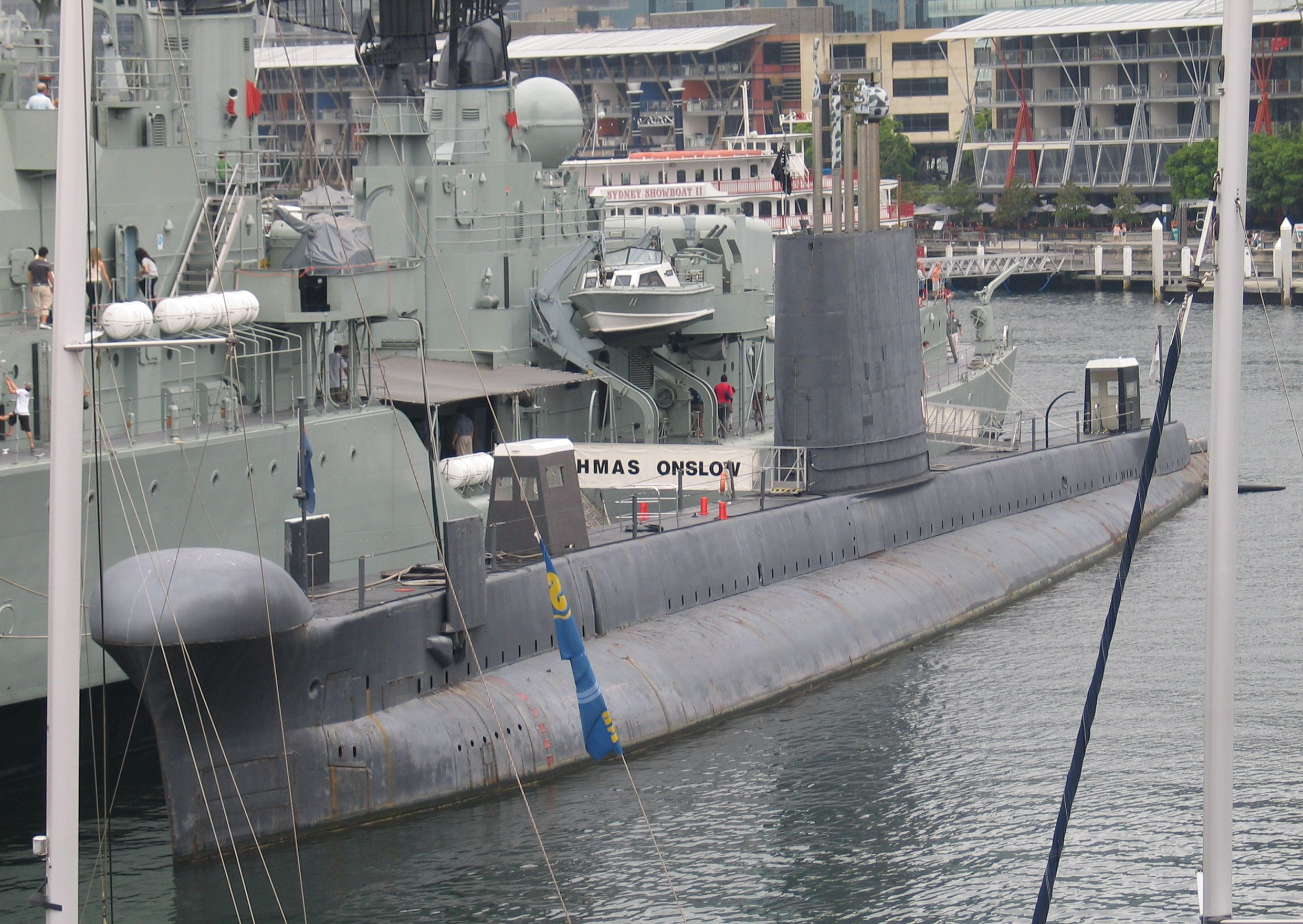
Au Musée maritime de Sydney.
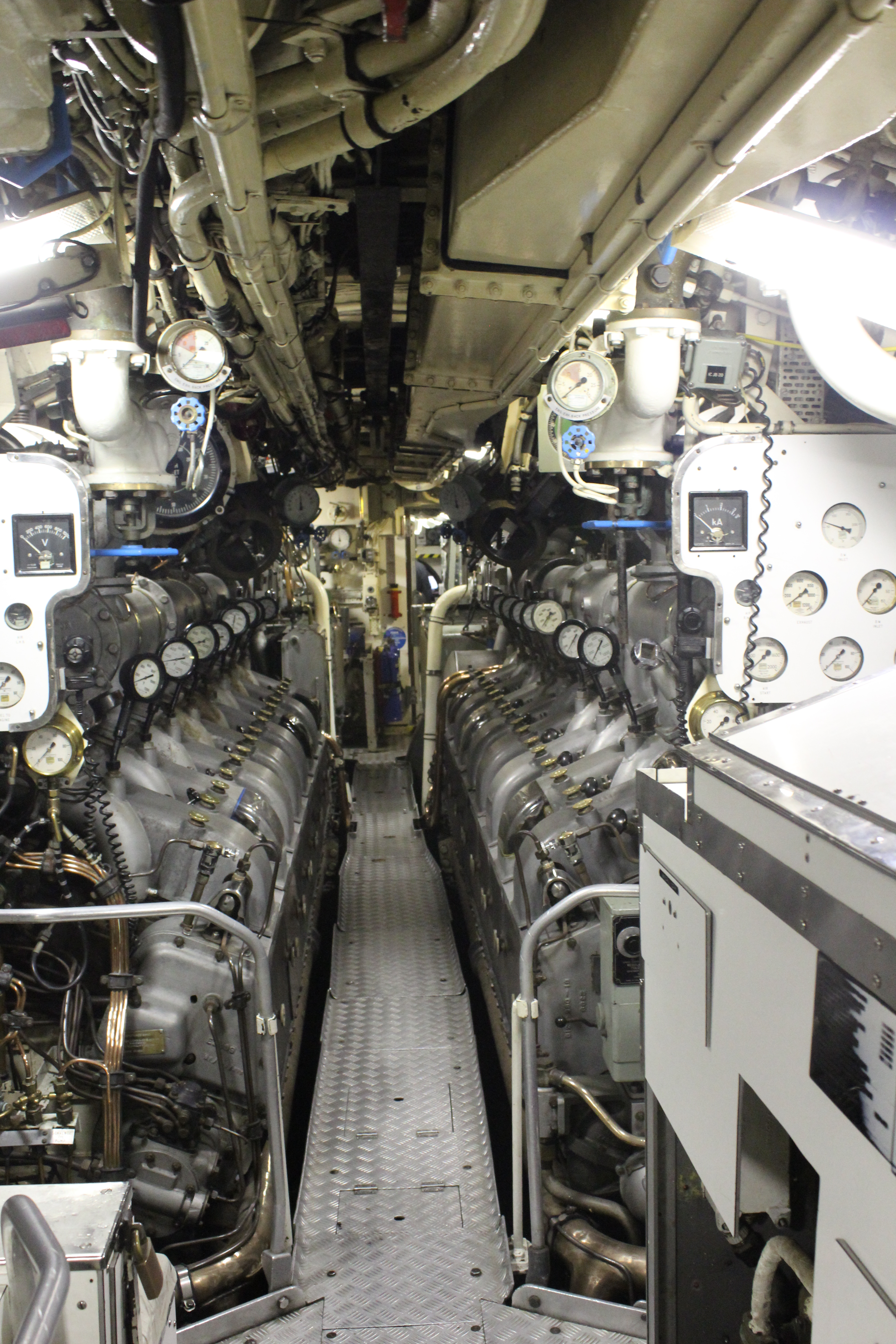
Salle des machines.